# Setier
 (août 2010).
Si vous disposez d'ouvrages ou d'articles de référence ou si vous connaissez des sites web de qualité traitant du thème abordé ici, merci de compléter l'article en donnant les références utiles à sa vérifiabilité et en les liant à la section « Notes et références ».
Le setier est une ancienne mesure de capacité, de valeur variable suivant les époques, les régions et la nature des marchandises mesurées.
Le mot provient du latin sextarius, qui veut dire « sixième partie » (sixième partie du conge, mesure de capacité pour les liquides d'environ 3 litres, soit 1⁄48 d'amphore).
La surface ensemençable par un setier de grains était appelée « sétérée ».

## Matières sèches
Pour le grain et les matières sèches, le setier variait entre 150 et 300 litres :
- le setier de Paris valait 12 boisseaux de 640 pouces de setiers cubes, soit 152 litres ;
- le setier de Châlus (Haute-Vienne) valait 8,534 décalitres ;
- le setier de Reims valait 2 mines ou 4 quartels ou 16 boisseaux[3].
- le setier de la Principauté de Liège et de celle de Stavelot-Malmedy valait 30,712 litres[4].

## Liquides
- Le mot setier fut parfois employé pour désigner la chopine de Paris de 24 pouces cubes, soit environ 476 millilitres.
- Le mot setier fut aussi utilisé comme synonyme de la velte. Elle contenait 8 pintes de 48 pouces cubes chacune, soit environ 7,62 litres.

Le mot setier signifie un sixième. Cela suppose des unités non attestées de respectivement 144 pouces cubes et 2 304 pouces cubes, soit un pied cube un tiers. Chopine et velte étaient les termes légaux.

## Le setier romain
Le setier romain fut surtout une unité de volume pour les liquides, donc également pour les boissons. Valant environ 54 cl, il équivalait à la chopine. Le demi-setier est à l'origine du « demi » en France, un verre de bière d'environ 25 cl.